# The Red Sea Diving Resort
The Red Sea Diving Resort és una pel·lícula thriller d'espies del 2019 escrita i dirigida per Gideon Raff. És protagonitzada per Chris Evans, Michael Kenneth Williams, Haley Bennett, Alessandro Nivola, Michiel Huisman, Chris Guix, Greg Kinnear i Ben Kingsley. La pel·lícula fou premiada al Festival de cinema jueu de San Francisco el 28 de juliol de 2019, i va ser estenada el 31 de juliol de 2019, per Netflix.

## Argument
La pel·lícula esta basada en els esdeveniments de la Operació Moses i la Operació Joshua, on refugiats etiòpics jueus foren evacuats de forma encoberta del Sudan a Israel per part del Mossad.

## Repartiment
- Chris Evans com Ari Levinson
- Michael K. Williams com Kabede Bimro
- Haley Bennett com Rachel Reiter
- Michiel Huisman com Jacob 'Jake' Wolf
- Alessandro Nivola com Sammy Navon
- Greg Kinnear com Walton Bowen
- Ben Kingsley com Ethan Levin
- Alex Hassell com Max Rose
- Mark Ivanir com Barack Isaacs
- Chris Guix com coronel Abdel Ahmed
- Alona Tal com Sarah Levinson